# یوگی و دوستان
یوگی و دوستان (به انگلیسی: Yogi Bear & Friends) مجموعه‌ای از شخصیت‌های کارتونی شرکت هانا-باربرا بودند که در قالب مجموعه یوگی و دوستان گردهم آمده و به نمایش گذاشته شده بودند.
در اواخر دههٔ ۱۹۶۰، در شرکت هانا-باربارا، در ۶۹ قسمت تولید شد.